# Recensement de la Grèce de 1951
Le recensement de la population de 1951 (en grec moderne : Ελληνική απογραφή του 1951), est le vingt-quatrième recensement officiel de la Grèce, réalisé le 7 avril 1951. La population totale s’élève à 7 632 801 habitants, dont 3 911 153 (51,24%) sont des femmes et 3 721 648 des hommes, soit une augmentation de 287 941 personnes par rapport au précédent qui remonte à 1940. Cette augmentation est en partie due à l'annexion du Dodécanèse au territoire national, qui a eu lieu en 1948, avec une population de 121 480 habitants.
Ce recensement comprend des questions sur le sexe, l'âge, la langue, la religion et le statut professionnel. En fait, il s'agit du dernier recensement à inclure des questions sur la religion, la langue parlée et la langue maternelle, tandis que le questionnaire comprend des questions spéciales visant à enregistrer les mouvements de population, les personnes handicapées et des informations détaillées sur les dommages de guerre causés aux bâtiments.
La superficie totale du pays est de 131 944 km2, qui a augmenté en raison de l'annexion du Dodécanèse. La densité de population est de 57,9 habitants par kilomètre carré. En 1951, sur 100 habitants du pays, 37,7 sont installés dans les centres urbains, 14,8% dans les zones semi-urbaines et 47,5% dans les zones rurales. La forte augmentation du degré d'urbanisation est due aux changements qui ont eu lieu pendant la période d'occupation et la guerre civile. La région de la capitale a une population de 1 378 586 habitants, tandis que la municipalité d'Athènes compte 565 084 habitants. Le recensement enregistre 30 571 résidents de nationalité étrangère, dont 17 345 résident dans la zone urbaine d'Athènes. 

## Population par zone géographique
| Ordre | Région                  | Population |
| ----- | ----------------------- | ---------- |
| 1     | Grèce-Centrale et Eubée | 2 287 019  |
| 2     | Péloponnèse             | 1 129 022  |
| 3     | Îles Ioniennes          | 228 597    |
| 4     | Thessalie               | 628 911    |
| 5     | Macédoine               | 1 700 835  |
| 6     | Épire                   | 330 543    |
| 7     | Crète                   | 462 124    |
| 8     | Îles Égéennes           | 528 766    |
| 9     | Thrace                  | 336 954    |
|       | Total Grèce             | 7 632 801  |